# 東原 (大分市)
東原（ひがしばる）は、大分県大分市の地名。現行行政地名は東原一丁目から東原三丁目。住居表示実施済区域。

## 地理
大分市の明野地区に属し、北と東に千歳、南東に明野北、南と西に牧と接している。

## 歴史
- 2018年（平成30年）11月23日 - 住居表示を実施に伴い、大字千歳・大字牧の各一部（通称は、コモンライフ高城、東原、高城団地）を分離し、東原一丁目から東原三丁目を新設[5]。

### 町名の変遷
| 実施後     | 実施年月日                 | 実施前（各町名ともその一部）                                                    |
| ---------- | -------------------------- | ------------------------------------------------------------------------------- |
| 東原一丁目 | 2018年（平成30年）11月23日 | 公称:大字千歳、大字牧（各一部） 通称:コモンライフ高城、東原、高城団地（各一部） |
| 東原二丁目 | 2018年（平成30年）11月23日 | 公称:大字牧（一部） 通称:東原（一部）                                           |
| 東原三丁目 | 2018年（平成30年）11月23日 | 公称:大字牧（一部） 通称:東原（一部）                                           |

## 世帯数と人口
2022年（令和4年）3月31日現在（大分市発表）の世帯数と人口は以下の通りである。
| 丁目       | 世帯数  | 人口  |
| ---------- | ------- | ----- |
| 東原一丁目 | 174世帯 | 407人 |
| 東原二丁目 | 136世帯 | 221人 |
| 東原三丁目 | 128世帯 | 275人 |
| 計         | 438世帯 | 903人 |

### 人口の変遷
国勢調査による人口の推移。
| 2020年（令和2年） | 910人 | [ 6 ] |  |

### 世帯数の変遷
国勢調査による世帯数の推移。
| 2020年（令和2年） | 363世帯 | [ 6 ] |  |

## 学区
市立小・中学校に通う場合、学区は以下の通りとなる（2022年4月時点）。
| 丁目       | 番・番地等 | 小学校               | 中学校             |
| ---------- | ---------- | -------------------- | ------------------ |
| 東原一丁目 | 全域       | 大分市立明野北小学校 | 大分市立明野中学校 |
| 東原二丁目 | 全域       | 大分市立明野北小学校 | 大分市立明野中学校 |
| 東原三丁目 | 全域       | 大分市立明野北小学校 | 大分市立明野中学校 |

## その他

### 日本郵便
- 郵便番号 : 870-0150[2]（集配局 : 大分東郵便局[8]）。